# Gramàtica catalana embellida amb dos ortografies
La Gramàtica catalana embellida amb dos ortografies, escrita per Josep Ullastre entre 1743 i 1762, és a primera gramàtica de la llengua catalana, malgrat que no va reeixir en aconseguir unificar la llengua, ja que no es publicà fins al 1980. Diverses documents mostren que Ullastre va acabar-ne una primera redacció cap al 1743 i ell mateix en faria una còpia el 1753. Més tard, va fer-hi diverses modificacions per introduir una ortografia més fonètica i grafies etimològiques. El seu títol complet fou Gramàtica catalana embellida amb dos ortografies, extensa i amb apòstrof, per a correctament parlar i escriure en extents i apostrofada la llengua catalana. Obra que dedica als zeladors del lustre de la nació lo reverend Josep Ullastre.

## Context
La Gramàtica s'emmarca en el context del segle xviii que sorgeixen diverses obres apologètiques a favor del català com a reacció, a les mesures repressives imposades pels Borbons i els Decrets de Nova Planta, entre altres factors. Així doncs, durant aquest segle —que coincideix amb l'època de les llums— alguns intel·lectuals catalans es van dedicar a l'estudi de la llengua pròpia de manera que aparegueren diccionaris i gramàtiques com Gramàtica catalana predispositiva per a la més fàcil intel·ligència de l'espanyola i llatina (1796) de Joan Petit o el Diccionario valenciano-castellano (1764) de Carles Ros.
D'altra banda, la voluntat d'Ullastre de dividir, ordenar, regular i sistematitzar la llengua segueix clarament els preceptes de l'esperit pragmàtic del segle xviii. En aquest sentit, aquesta obra és interessant pel fet de ser el primer intent documentat de creació d’una gramàtica pel català, uns estudis filològics que fins ara s'havien centrat només en estudis lexicogràfics en un període de retrocés clar de l’ús i el prestigi de la llengua catalana. De fet, el mateix Ullastre denuncia la manca d’estudis com el seu que sobre la llengua catalana i reclama una «actuació institucional al respecte» a la Universitat de Cervera i la Reial Acadèmia de les Bones Lletres de Barcelona.

## Característiques
Tal com indica en el pròleg, la motivació d'Ullastre a fer aquesta gramàtica és, sobretot, per «las utilitáds ne reportan las Nacions que tál thesór tenen», és a dir, per la utilitat que suposa el fet de tenir una gramàtica per a qualsevol llengua, com ja havia fet Antonio de Nebrija més de dos segles abans amb la gramàtica castellana.
Després d'una dedicatòria («Dedicatòria a tot patrici benèvolo») on Ullastre expressa el seu amor a la llengua i estableix l'origen llatí per a la genealogia del català. La Gramàtica d'Ullastre proposa una ortografia sistemàtica amb la generalització de l'ús de l'apòstrof o la introducció de la ela geminada (l·l) i l'establiment de la i copulativa. Més enllà de l'ortografia i la morfologia, també estableix clarament que el català és descendent del llatí, una idea que no era del tot compartida per alguns dels seus contemporanis.
En opinió de Montserrat Anguera, Ullastre és captivat i atret pel problema de la llengua. És una obra molt elaborada, repensada, corregida i canviada en aspectes ortogràfics entre la primera (1743) i la segona redacció (1753). Ell mateix confessa haver-la retinguda més de deu anys. Les modificacions marquen el traç evolutiu del seu pensament. Les característiques més importants que podem destacar d'aquesta gramàtica són bàsicament:
- Tendència a l'economia lingüística: incrementa les formes apostrofades. Reflecteix una tendència a la representació dels sons tal com es pronuncien a la cadena fònica. Li sembla convenient que es mantingui a la llengua parlada i a l'escrita perquè es produeix menys esforç i menys tensió muscular. Apostrofa també adjectius, verbs i adverbis.
- Fidelitat a la llengua viva. Introdueix la l·l (tot i que a la primera redacció l'havia rebutjada) perquè assegura que la pronunciaven separadament, una al final de la vocal prèvia i l'altra junt amb la vocal posterior.
- Introdueix la ics trencada (ics amb el peu esquerre allargat cap avall), que equivaldria al conjunt de sons oclusiu velar sord i fricatiu alveolar sord [ks] (p. ex.«taxi»), per diferenciar-la del so fricatiu postalveolar sord [ʃ] (p. ex. «eixam»). Va dubtar entre la primera i la segona redacció si canviar aquell so per la grafia «cs», però al final va optar a la segona redacció per crear aquesta ics trencada.
- Rebutja la e trencada (ȩ), que s'escrivia amb un peu sota de la e, i la substitueix per la û en paraules com qûestió, seqûela (tot i que ho va canviar diversos cops).
- Admet la ce trencada (ç), tot i haver-la eliminada a la primera redacció perquè diu que amb la essa n'hi ha prou. Però al final raona el mantenir-la tot dient «m’ha aparegut necessari usar d'ella».
- Entre les neutralitzacions a les paraules acabades en –t o –d, decideix que sigui amb la –d però en dubta. Sembla que finalment opta per aquesta segona opció.

Com a conclusions, Ullastre basa la seva Gramàtica en dos principis fonamentals, l'harmonia i l'economia. Es veuen exposats a tota l'obra i els manifesta a la «Dedicatòria» de la Gramàtica. Troba assenyat «fer col·lisió d'algunes vocals per suavisar la loqûela» i aquesta concepció el decanta cap a un sistema semblant a la fonètica sintàctica, a una escriptura que reflecteix força la parla. Malgrat això, ell es disposa a estructurar una gramàtica amb dues ortografies, una apostrofada i l'altra, en paraules d'Ullastre, «pér escríure en extens las veus».

## Crítiques
Cal tenir en compte que aquesta Gramàtica va ser escrita per una persona que no tenia formació filològica i tampoc no tenia predecessors que li servissin de base per dur a terme la tasca complicada que es proposà. Això ha fet que el resultat de l'obra no fos prou reeixit. A propòsit de la Gramàtica, Joan Solà considera que Ullastre «és molt mal gramàtic» i que «el català no hi perdé res que aquesta gramàtica no s'arribés a editar»; i en la mateixa línia, Mila Segarra en destaca la seva «ignorància gramatical» i la seva «mala orella». Els errors principals de la Gramàtica serien el fet de no suprimir grafies innecessàries pel català al mateix temps que creava signes nous sense gaire encert com la x trencada. Tot això i altres incongruències van fer que no aconseguís crear una «clara i senzilla». Tanmateix, la Gramàtica d'Ullastre també contenia alguns encerts i propostes que trobarem posteriorment en la gramàtica fabriana com l'ús de la ela geminada, l'apòstrof, la distinció entre a i e àtones (excepte plurals), la hac en les paraules acabades en –ch i l'ús de la grafia i com a nexe copulatiu.